# Рамафаим-Цофим
Рамафаим-Цофим, или Раматаим-Цофим; Га-Раматаим-Цофим (с евр. «две высоты»), — библейская местность на горе Ефремовой, где жил Елкана, отец пророка Самуила; иначе Рама Самуилова в области Цуф («соты») в колене Ефремовом. Город нагорной страны колена Ефремова, на границе с коленом Вениаминовым (1Цар. 1:1).

## Термин
Рамафаим (Раматаим) или Рамафа (1Цар. 1:19, 1Цар. 2:11) — с евр. «две высоты» или «двоякое возвышение». Земля Цуф, или Цоф («соты»; 1Цар. 9:5), — область в колене Ефремовом, к которой принадлежала Рама.
Именование Рамафаим Цофим, или Армафем — возможно для отличия от Рамы Вениаминовой.
В Септуагинте: др.-греч. ’Αρμαθάιμ.

В 1Мак. 11:34 — Рамафем (Ραμαθέμ).

## Библейская история
Это та Рама, в которой родился, пребывал и был погребён пророк Самуил. В Раме Самуил имел пророческую школу (1Цар. 19:18, 19; 20:1); куда к нему приходил Давид, спасаясь от Саула, а также и сам Саул, преследуя Давида (19:18—24). В Раме Саул первоначально и был помазан Самуилом (10:1).

## Местоположение
Местоположение этой Рамы с точностью не известно. Её обычно отождествляют с Аримафеей, родиной Иосифа Аримафейского, и полагают к северо-западу от Иерусалима, недалеко от Лидды.